# لشکر ۱۴۳ غزه

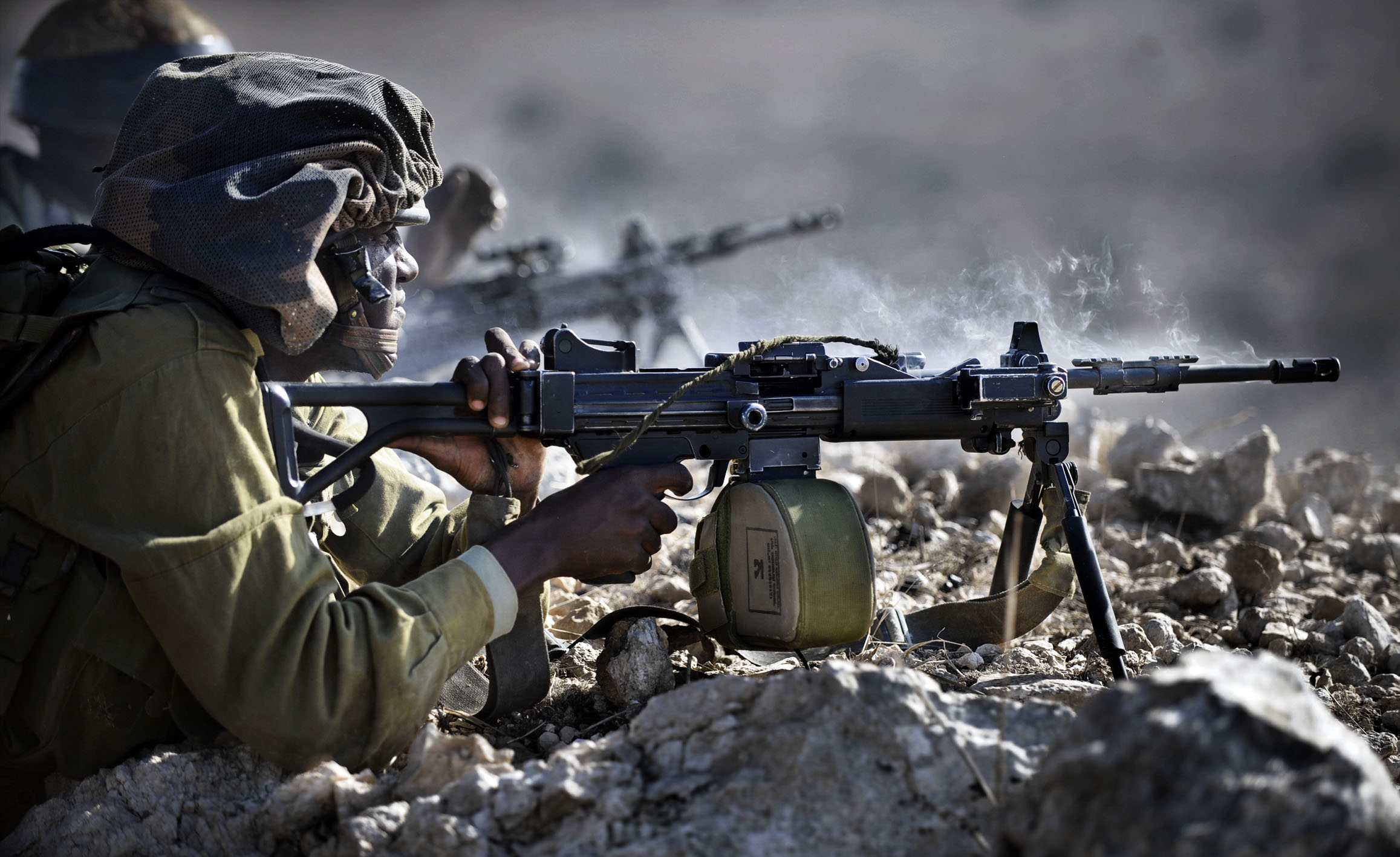
سربازان گردان شناسایی صحرایی لشکر غزه در جریان یک رزمایش نظامی

لشکر ۱۴۳ غزه (انگلیسی: Gaza Division) یا لشکر غزه لشکر پیاده‌نظام نیروی زمینی اسرائیل و تحت امر فرماندهی جنوبی است، که در سال ۱۹۷۳ تأسیس شد. منطقه عملیاتی این لشکر نوار غزه و مناطق پیرامون آن است.
پس از جنگ شش روزه، چه در زمان صلح و چه در زمان درگیری مسلحانه، مسئولیت ایمنی و امنیت شهرک‌نشینان یهودی در نوار غزه به لشکر غزه واگذار شده بود. در اوت ۲۰۰۵ این لشکر، به همراه بقیه نیروهای دفاعی اسرائیل، رسماً به حضور خود در نوار غزه به عنوان بخشی از عقب‌نشینی یکجانبه اسرائیل، زمانی که شهرک‌های یهودی برچیده شدند، پایان داد. با این حال، لشکر غزه بارها در پاسخ به حملات موشکی گروه‌های شبه‌نظامی فلسطینی مستقر در غزه وارد نوار غزه شده است.
در سپتامبر ۲۰۱۵ این لشکر به لشکر ۱۴۳ «روباه آتشین» تغییر نام داد. در اکتبر ۲۰۲۳ این لشکر بخشی از نبرد رعیم بود که در آن حماس به‌طور موقت کنترل پایگاه رعیم را به دست گرفت و چندین سرباز اسرائیلی را به اسارت گرفت که منجر به مرگ سرهنگ‌دوم سحر مخلوف شد.